# 190 v. Chr.
Portal Geschichte | Portal Biografien | Aktuelle Ereignisse | Jahreskalender | Tagesartikel

◄ |
3. Jahrhundert v. Chr. |
2. Jahrhundert v. Chr. |
1. Jahrhundert v. Chr. |
►

◄ | 210er v. Chr. | 200er v. Chr. | 190er v. Chr. | 180er v. Chr. |
170er v. Chr. |
►

◄◄ | ◄ | 193 v. Chr. | 192 v. Chr. | 191 v. Chr. | 190 v. Chr. |
189 v. Chr. |
188 v. Chr. |
187 v. Chr. |
► |
►►
Staatsoberhäupter

## Ereignisse

### Politik und Weltgeschehen
- Nach dem Sieg der Römer über keltische Stämme im Rahmen der römisch-gallischen Kriege wird der Norden Italiens endgültig an das Römische Reich angeschlossen.
- 190/189 v. Chr.: Schlacht bei Magnesia

### Kultur
- Die Mittellatènezeit wird von der Spätlatènezeit abgelöst.

## Geboren
- um 190 v. Chr.: Cornelia, Mutter der Gracchen († um 100 v. Chr.)
- um 190 v. Chr.: Hipparchos, griechischer Astronom († um 120 v. Chr.)
- um 190 v. Chr.: Seleukos von Seleukia, griechischer Astronom, der das heliozentrische Weltbild verteidigte

## Gestorben
- Cao Shen, chinesischer Politiker
- um 190 v. Chr.: Apollonios von Perge, griechischer Mathematiker (* um 262 v. Chr.)